# Geest-Gérompont-Petit-Rosière
Geest-Gérompont-Petit-Rosière [ʒeʒeʁɔ̃pɔ̃pətiʁozjɛːʁ] (en wallon Djé-Djerompont-Pitit-Rozire) est une section de la commune de Ramillies en Région wallonne dans la province du Brabant wallon.
Geest-Gérompont-Petit-Rosière était une commune à part entière avant la fusion des communes de 1970. Du 17 juillet 1970  elle fut fusionnée avec Bomal et Mont-Saint-André pour former la commune de Gérompont. Cette commune est à nouveau dissoute au 1er janvier 1977 et rejoint Ramillies.
La section Geest-Gérompont-Petit-Rosière se compose de Geest-Gérompont et de Petit-Rosière.

## Démographie
- Sources:INS, Rem:1831 jusqu'en 1970=recensements, 1976= nombre d'habitants au 31 décembre

## Patrimoine et culture

### Culture
Le village est cité par Julos Beaucarne parmi tous les lieux où l'on parle le français dans le monde, dans son hymne à la Francophonie qui commence par les mots On parle le français à Québec, à Rebecq…